# Ашрам
Ашрам е индуистка дума от древна Индия, която означава уединено място за живеене, където мъдреците живеят в мир и спокойствие сред природата. В наши дни този термин се използва понякога за международни общности, сформирани преди всичко на базата на някакво духовно търсене или учение, често под ръководството на духовен учител.
Според традициите, ашрамите са локализирани далеч от оживените и пренаселени места, в горите или в планинските райони, сред свежата природа, там, където е благоприятно за духовно обучение и медитация. Жителите на ашрама редовно изпълняват духовни и физически упражнения, като например различните видове Йога. Някои ашрами служат като Гурукулс или детски училища.
Думата „ашрам“ на санскрит означава също „тежък труд, покаяние, строгост, простота“. Отделно от това, съществува терминът „ашрая“ (āśraya), който означава „защита, подслон“.
Ашрамите са много могъщ символ навсякъде в Индологията и теологията. Повечето индуски владетели от средновековието са имали мъдреци, които да ги съветват по духовни въпроси или във времена на криза, наричани радж гуру, в буквален превод Кралски духовен учител. Умореният от живота император, отиващ в ашрама на своя гуру, за да намери утеха и спокойствие, е традиционен мотив във фолклорните митове и легенди на древна Индия.
Понякога, посещението на ашрам не е с цел да се намери спокойствие, а обучение в някакъв вид изкуство. Често, различни видове бойни изкуства. В епическата поема „Рамаяна“, главните герои, принцовете на древния Айодия, Рама и Лакшман, отиват до ашрама на Риши Вишвамитра, който да предпази своите Йажна (Yajnas), за да не бъдат осквернени от изпратените демони на Равана. След като доказват своя дух и издръжливост, принцовете получават бойни инструкции от мъдреца, и по-специално за омайващите оръжия, наречени Дивиастрас (Санскрит Дивиа: омайващо, очарователно + Астра: метателно оръжие; Санскритската дума „астра“ означава метателно оръжие, като например стрела, което е противоположното на „шастра“, което значи от-ръка-на-ръка оръжие, каквото е боздуганът). В Махабхарата, Бог Кришна, в младежките си години, посещава ашрама на Мъдреца Сандипани, за да се сдобие с познание от материална и духовна значимост.
Понякога думата ашрам се използва като синоним на мата (matha), но матите са обикновено по-йерархични и с повече правила, отколкото ашрамите, принадлежащи към древните дисциплини на Индуските духовници (които в индия се наричат садху – себеотречени и все още търсещи реализация, докато риши-те са обратното, намерили вече реализация).
Няколко ашрама са основани в Индия дори и в 20 век, от които най-значителни са:
- Ашрам Шри Ауробиндо, основан в Пондичери от бенгалския революционер, обърнал се към духовното – Ауробиндо Гош;
- Ашрам Шабармати в Ахмедабад, който се обслужва от дирекцията на Махатма Ганди по време на дългата борба за Независимост на Индия;
- Ашрам Сант Шри Асарамджи Бапу на бреговете на реката Сабармати в Ахмедабад, също в Рампура, област Ревари и в Джинд, щата Хариана, основан през 1918 г.

Друг пример е Ашрамът на Свами Шивананда в Ришикеш, отдалечен в полите на Хималаите.